# Phoremia tabulina
Phoremia tabulina är en insektsart som beskrevs av Desutter-grandcolas 1993. Phoremia tabulina ingår i släktet Phoremia och familjen syrsor. Inga underarter finns listade i Catalogue of Life.